# Колмон
Колмон (фр. Colmont) је река у Француској. Дуга је 50 km. Улива се у Мајен. 